# OneXFly
OneXFlyは、Windows 11をベースに作られたx86のハンドヘルドPC（携帯型ゲーミングPC）。中華人民共和国の企業、One-Netbookによって製造・開発された。日本での販売代理店は株式会社テックワン。
同機の上位機種である、OneXFly F1 Proも同記事に記述する。

## 概要
従来機と異なり、ASUS ROG Ally (608g)より軽い筐体を目指して開発しており、580gを目標に設計されている。軽い筐体である一方、バッテリ容量は48Whと従来機よりも多くなっている。筐体は武蔵塗料による高品質塗装を採用し、抗菌加工も施している。
CPUにRyzen 7 7840U、メモリにLPDDR5X 32GBを標準搭載し、AAAゲームタイトルでも快適にプレイできることを謳う。ディスプレイは7型の1,920×1,080でポートレート液晶であり、120Hz表示も対応する。また、7型液晶搭載を同じく搭載する ONEXPLAYER Miniシリーズとは異なり、16:10ではなく16:9の液晶となったことでゲームにフォーカスしている。ファンはシングルだが、大口径ファンを採用することで静音化に貢献している。
HARMAN AudioEFXがオーディオをチューニングしており、付属する管理ツール「OneXConsole」では、TDP/ファン/画面解像度の変更/ジョイスティック/マクロ設定/VRAMの変更、FPSの固定が設定できる。

2023年7月31日にIndiegogoで8月11日からクラウドファンディングを開始すると発表した。株式会社テックワンは、OneXFlyの発売日を2023年9月15日に発表し、同年10月14日に発売された。

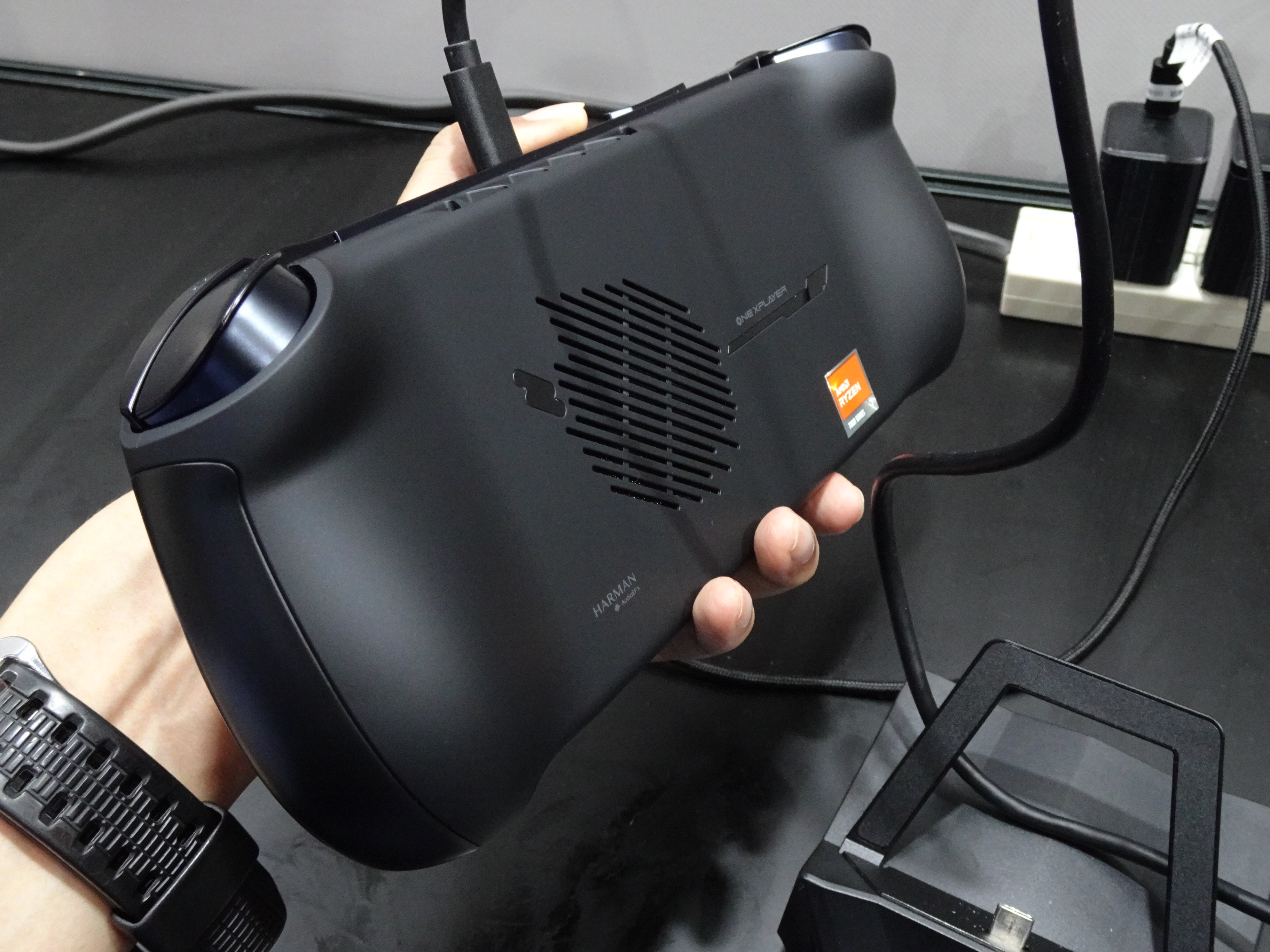
本体背面

## OneXFly F1 Pro
OneXFly F1 Proは、OneXFlyの上位機種である。
CPUには、Ryzen AI 9 HX 395 / HX 370/ Ryzen 7 8840U、メモリは最大容量でLPDDR5X 64GBを搭載する。内蔵グラフィックにはRadeon 890Mを搭載する。無印モデルとは異なり、ディスプレイは、有機ELへ変更され、リフレッシュレートは144Hzに向上した。バッテリー容量は48.5Wh（12600mAh）で、パイパス充電に対応している。中国国内向けには、エヴァンゲリオンとコラボしたモデルも発表された。
サイバーパンク2077を用いた検証テストによると，Ryzen AI 9 370搭載モデルは60fps以上，Ryzen AI 9 365搭載モデルで，50台半ばから後半のフレームレートを実現した。
株式会社テックワンにて2024年12月20日から予約が開始され、2025年1月10日に発売された。